# Derrick Henry Lehmer
Derrick Henry "Dick" Lehmer (23 de febrero de 1905 – 22 de mayo de 1991) era un matemático estadounidense que continuó sobre la línea de investigación de Édouard Lucas en los años 30 y diseñó la prueba de Lucas–Lehmer para números primos de Mersenne.  La carrera itinerante de Lehmer, dedicado a la teoría números, que, al lado de su mujer, tomó diversos trabajos en todo Estados Unidos y en el extranjero para salir adelante durante la Gran Depresión, que lo llevaron, casualmente, al centro de la investigación acerca de las tecnologías de computación electrónica naciente.

## Primeros años
Lehmer nació en Berkeley, California, hijo de Derrick Norman Lehmer, un profesor de matemáticas en la Universidad de California, Berkeley, y Clara Eunice Mitchell.
Estudió física y se tituló con de licenciatura en UC Berkeley, continuando sus estudios en la Universidad de Chicago.
Él y su padre trabajaron juntos en desarrollar la criba de Lehmer. Dicho trabajo no fructiferó, sin embargo En 1.878 Édouard Lucas propuso dos pruebas para comprobar los números primos de Mersenne pero no realizó ninguna prueba completa tampoco. No fue hasta 1.930 que D. H. Lehmer demostró una condición necesaria y suficiente para que N fuese primo, siendo a partir de este momento que a dicha prueba se la denomina de Lucas-Lehmer y dada la contribución que hiciera lucas al trabajo ya iniciado de lehmer y su Padre. Tiene un orden de complejidad O(p3).

## Matrimonio
Mientras estudiaba en Berkeley, Lehmer conoció a Emma Markovna Trotskaia, una estudiante rusa de su padre, quién había empezado los estudios de ingeniería para después cambiarse a matemáticas, graduándose en 1928, año en que Emma y él se casaron. Posteriormente viajaron por el norte de California y a Japón para conocer a la familia de Emma, para finalmente establecerse en Providence, Rhode Island, aceptando una posición en la Universidad de Brown.

## Carrera
Lehmer obtuvo los grados de maestro y doctor en la Universidad de Brown, en 1929 y 1930, respectivamente. Emma también terminó sus estudios de maestría en 1930, y trabajó de asesora en matemáticas para obtener ingresos adicionales mientras ayudaba a su esposo con su tesis doctoral, titulada Una Teoría Extendida de las funciones de Lucas, que escribió bajo la tutela de Jacob Tamarkin.

### Acontecimientos durante la Depresión
Lehmer obtuvo una beca como socio investigador de la Fundación Nacional para la Ciencia, lo que le permitió obtener una posición en el Instituto de Tecnología de California de 1930 a 1931 y en la Universidad de Stanford de 1931 a 1932. Fue en 1932 que nació el primer hijo de la pareja, Laura.
Después de obtener una segunda beca del programa de investigación de la Fundación Nacional para la Ciencia, la pareja volvió a Princeton, New Jersey, de 1932 a 1934, donde Dick estuvo durante un corto periodo en el Instituto de Estudios Avanzados.
De 1934 a 1938 trabajó en la Universidad de Lehigh en Pensilvania, durante este tiempo nació su hijo Donald.
Pasaron el año de 1938 a 1939 en Inglaterra gracias a una Beca Guggenheim, tanto en la Universidad de Cambridge como en la Universidad de Mánchester, en donde conoció a G. H. Hardy, John Edensor Littlewood, Harold Davenport, Kurt Mahler, Louis Mordell, y Paul Erdős. La pareja regresó a Estados Unidos en barco poco antes del principio de la Batalla del Atlántico.
Lehmer continuó en Lehigh durante el año lectivo de 1939-1940.

### Estableciéndose
En 1940, Lehmer aceptó una posición de regreso en el departamento de matemática de la Universidad de Berkeley. Mientras se encontraba aquí es que desarrolló el generador lineal congruencial (generador de números pseudoaleatorios), conocido como generador de números aleatorios de Lehmer. Los Lehmer ayudaron a Harry Vandiver con su trabajo sobre el Último Teorema de Fermat, calculando los números de Bernoulli que necesitaba.
Lehmer fue presidente del Departamento de Matemáticas de la Universidad de California, en Berkeley desde 1954 hasta 1957, pero continuó trabajando ahí hasta 1972, año en que fue nombrado profesor emérito.

### Participación en ENIAC
Durante 1945 y 1946 Lehmer trabajó en el Comité de Computaciones en Aberdeen Proving Grounds en Maryland, este grupo era parte del Laboratorio de Investigación en Balística y tenía por objetivo el que la ENIAC pudiera ser utilizada al ser completada en la Escuela Moore de Ingeniería Eléctrica de la Universidad de Pensilvania, entre los otros miembros del comité se encontraban Haskell Curry, Leland Cunningham, y Franz Alt.  Fue en este periodo que los Lehmer ejecutaron algunos de los primeros programas de prueba en la ENIAC—debido a sus intereses académicos estos programas eran sobre teoría de números, especialmente métodos de tamiz, pero también generación de números pseudoaleatorios. Si tenían quien cuidara de sus hijos los Lehmer podían pasar fines de semana completos ejecutando tales programas, entre esos el fin de semana de Acción de gracias de 1945, tales pruebas eran ejecutadas sin costo, pues la ENIAC se iba a quedar encendida de cualquier modo para evitar fallas de los bulbos.  El programa ejecutado durante el fin de semana de 3 días de la celebración de independencia del 4 de julio de 1946, con John Mauchly como operador de la computadora, corrió sin problemas, el martes siguiente, 9 de julio de 1946, Lehmer presentó la plática "Máquinas Computadoras para Matemáticas Puras" como parte de las lecturas escolares en Moore, en ella hablaba de la computación como ciencia experimental y demostraba el ingenio y humor propio de sus conferencias de enseñanza.
Lehmer seguiría desarrollándose activamente en la computación durante el resto de su carrera.  A su regreso a Berkeley,  hizo planes para construir la Computadora Digital de California (CALDIC) con Paul Morton y Leland Cunningham.

### Era de McCarthy
En 1950 Lehmer fue uno de los 31 integrantes de la Universidad de California despedidos después de rechazar la firma de un pacto de lealtad, política iniciada por la mesa directiva del Estado de California en 1950 durante el segundo periodo de temor rojo, personificado por el senador Joseph McCarthy.  Lehmer aceptó una posición como Director del Instituto para Análisis Numérico(INA) de la Agencia Nacional de Estándares, trabajando con la Standards Western Automatic Computer (SWAC). El 17 de octubre de 1952, el Tribunal Supremo Estatal proclamó que el pacto era anticonstitucional y Lehmer regresó a Berkeley poco tiempo después.

### Años posteriores
Lehmer siguió activo durante muchos años. John Selfridge invitó en dos ocasiones a los Lehmer a pasar un semestre en la Universidad del Norte de Illinois, en una ocasión Selfridge arregló que Erdős y Lehmer dieran juntos un curso de Problemas de Investigación en la Teoría de Números, Lehmer enseñó las primeras ocho semanas y Erdős el resto del curso. No era común que Erdős diera cursos.
Lehmer era muy ingenioso. Para la primera conferencia Asilomar de teoría de números, que se convertiría en un evento anua actualmente conocido como la Teoría de Números de la Costa Oeste (WCNT), Lehmer, que era el organizador, se encontraba revisando las instalaciones del Asilomar Conference Grounds—básicamente un edificio de madera en la playa, cuando alguien dijo que no podrían encontrar un pizarrón, Lehmer notó unas cortinas en medio de la pared detrás de las cuales había un pequeño pizarrón, por lo que exclamó "¡Supongo que no estaremos haciendo ninguna teoría analítica de números!"

### Impacto perdurable
Además de sus múltiples contribuciones a la teoría de números para enteros de precisión múltiple, como factorización, el algoritmo de Euclides, división larga, y prueba de primalidad, también formuló la Conjetura de Lehmer y participó en el Proyecto de Cunningham.

### Combinatoria
Lehmer escribió el artículo "Machine tools of Computation" (Máquinas como herramientas de cómputo) que fue el primer capítulo del libro "Matemáticas Combinatorias Aplicadas" de Edwin Beckenbach de 1964. Se considera un libro extremadamente valioso en su campo, sólo rivalizado recientemente por el cuarto volumen de la serie de libros de Donald Knuth.

### Muerte
Lehmer murió en Berkeley, California, el 22 de mayo de 1991.